# Aşağı Cürəli
Aşağı Cürəli è un comune dell'Azerbaigian situato nel distretto di Biləsuvar. Conta una popolazione di 2.505 abitanti.